# Mír ze Saint-Germain-en-Laye
Jako mír ze Saint-Germain-en-Laye je označována mírová smlouva mezi hugenoty a katolíky z 8. srpna 1570, která zakončila třetí část hugenotských válek ve Francii. Mír hugenotům zajišťoval svobodu vyznání, na vybraných místech povoloval bohoslužby a na dva roky ponechal kontrolu nad čtyřmi pevnostmi.
Dohoda mezi oběma stranami vydržela až do Bartolomějské noci v roce 1572, pak válka opět vypukla nanovo. Byla ukončena až po upevnění moci původně protestantského francouzského krále Jindřicha IV. z rodu Bourbonů.

## Pozadí
Třetí hugenotská válka začala roku 1568. Katolíci se neúspěšně pokusili přepadnout a zajmout protestantské vůdce Gasparda de Colignyho a Ludvíka de Condé, kteří se poté přesunuli do La Rochelle. Po vítězstvích, kterých dosáhli katolíci v bitvách u Jarnacu v březnu 1569, kde padl Ludvík de Condé, a u Moncontouru v říjnu 1569, měli hugenoté ještě dost sil, aby mohli pokračovat ve válce. Navíc se admirálu Colignymu podařilo na jihu Francie postavit novou armádu. Finanční problémy a úspěšná ofenzíva hugenotů pod vedením Colignyho postupujícího na Paříž donutily hlavní představitele katolíků, královnu-matku Kateřinu Medicejskou a jejího syna, francouzského krále Karla IX., k vyjednávání.

## Podmínky
Protestantům (hugenotům) byla zajištěna svoboda jejich vyznání. Na základě mírové smlouvy mohli provádět bohoslužby v místech, kde to měli dovoleno do 1. srpna 1570 a dále také na předměstích čtyřiadvaceti měst, po dvou v každé provincii. Představitelé vyšších vrstev s určitými soudními pravomocemi mohli konat bohoslužby i ve svých domovech, ale maximálně ve společnosti deseti svých přátel či příbuzných. Hugenoti mohli dále po dobu dvou let kontrolovat čtyři pevnosti: La Rochelle, Montauban, La Charité a Cognac. Dostali také slib, že obdrží zpět funkce ve státních úřadech, ze kterých byli odstraněni. Dohoda tak s určitými změnami navazovala na edikty podepsané v lednu 1562, březnu 1563 a březnu 1568. Součástí smlouvy byla i výzva k zapomenutí starých sporů a k přátelství mezi oběma stranami. Její druhý článek oběma stranám doporučoval: „žít spolu jako bratři, přátelé a spoluobčané.“
Příměří zprostředkovali Armand de Gontaut-Biron a Henri de Mesmes.
Podmínky smlouvy byly dodrženy vstupem admirála Colignyho do královské rady, Coligny navíc obdržel finanční kompenzaci ve výši 150 000 livru a roční příjem 20 000 livru.